# Tsatsane Community
Tsatsane Community är en gemenskap i Lesotho.   Den ligger i distriktet Quthing, i den södra delen av landet, 130 km söder om huvudstaden Maseru.